# Eumen Aleksandrijski
Papa Eumenije (Emenaios, grč. Ευμένης) je bio sedmi papa Aleksandrije i patrijarh Svete Stolice sv. Marka i u ono vrijeme je bio jedan od najcjenjenijih kršćana u Aleksandriji. 

## Pregled
Izabran je za papu godine 129., u mjesecu srpnju ((`Epyp arapski: أبيب po koptskom kalendaru)), za vrijeme vladavine rimskog cara Hadrijana. Istovremeno je preuzeo od pape Justija i položaj dekana aleksandrijske katehekske škole, (također poznate kao Teološka škola u Aleksandriji) čime je postao drugi dekan te cijenjene ustanove.

Tijekom svojega pontifikata zaredio je nekoliko biskupa na Stolicu sv. Marka, i onda ih poslao da propovijedaju u svim provincijama Egipta, Nubije i Pentapolisa sa zadatkom da šire dobru vijest Spasenja i tako preobraćuju narod.

Progon kršćana se povećao za vrijeme obnašanja svete dužnosti ovoga pape pravednika, pri čemu su mnogi kršćani (Kopti), prolazeći kroz razne torture postali istinski mučenici.

## Smrt i štovanje
Eumenije je stolovao na prijestolju pape Aleksandrije trinaest godina obnašajući svoju svetu dužnost prema Bogu i narodu, a odlazi 19. listopada (9. dan Paopi arab. بابه, po koptskom kalendaru) 141. godine.
 Pokopan je u crkvi sv. Marka u Baukalisu, Aleksandrija s očevima koji su mu prethodili.
 Štuje se u koptskoj pravoslavnoj Crkvi 19. listopada, (9. dan Paopi, prema koptskom kalendaru).

## Vanjske poveznice
- Khaled Gamelyan - The Coptic Encyclopedia, opensource
- Holweck, F. G., A Biographical Dictionary of the Saints. St. Louis, MO: B. Herder Book Co. 1924.

| Koptski pape Aleksandrije         | Koptski pape Aleksandrije       | Koptski pape Aleksandrije          |
| --------------------------------- | ------------------------------- | ---------------------------------- |
| prethodnik Justije Aleksandrijski | Aleksandrijski pape 129. - 141. | nasljednik Markijan Aleksandrijski |